# 阿非利加 (羅馬行省)
阿非利加行省（拉丁語：Africa）是罗马共和国及其继承者羅馬帝國在今北非的一个行省，範圍約在今日的突尼西亞北部及利比亞西部靠地中海沿岸的地區。
阿非利加行省是好幾個羅馬帝國時代重要城市的所在地，如迦太基、哈德盧密塔姆（Hadrumetum，即今突尼西亞的蘇塞）、希波勒吉烏斯（即今阿爾及利亞的安納巴）。該省大部分區域在第二次布匿克戰爭中落入罗马共和国的控制，在第三次布匿克戰爭中完全被罗马共和国征服。
今日非洲大陸的名稱即是從该省的名稱而來。

## 历史

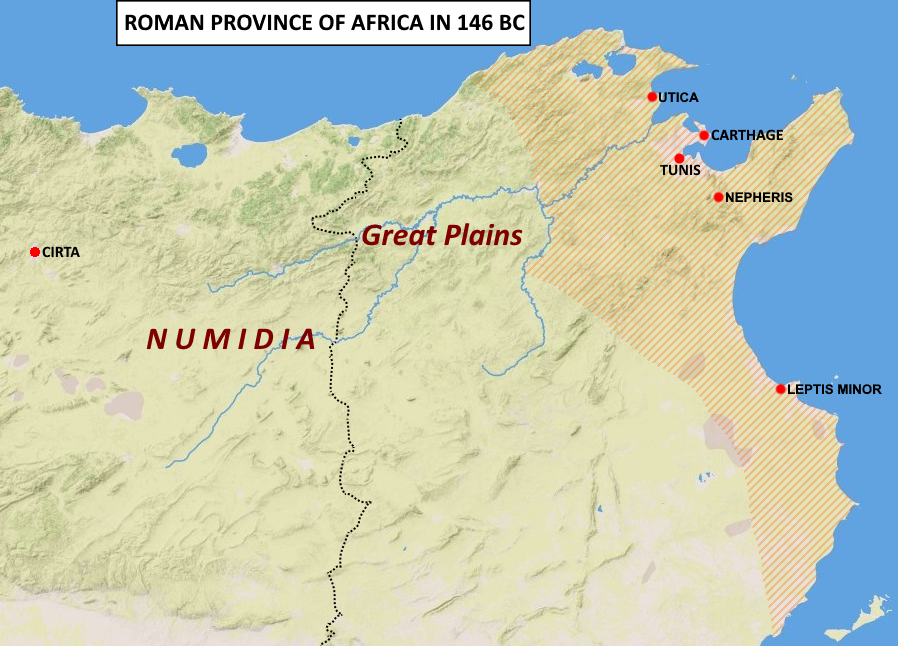
公元前146年的阿非利加行省

公元前146年，罗马共和国在第三次布匿战争中由小西庇阿征服迦太基后，建立了罗马在北非的第一个行省。
乌提卡站在罗马一边对抗迦太基，成为行政首都。剩下的领土留在柏柏尔-努米底亚国王马西尼萨的领地上。此时，罗马在非洲的政策似乎是阻止一个敌对大国在西北非洲崛起。
公元前118年，努米底亚国王米基普萨去世，将王国分给了他的三个继承人：朱古达、希恩普萨尔一世和阿德巴尔。希恩普萨尔于公元前117年被暗杀；阿德巴尔逃往罗马，请求罗马元老院的保护和干预。公元前112年，朱古达恢复了内战，并在基尔塔击败了阿德巴尔，开始了对罗马的朱古达战争（公元前111-106年）。朱古达战败后，他以前的领土被置于柏柏尔毛里塔尼亚国王博库斯的控制之下。
在凯撒内战期间（公元前49-45年），凯撒从努米底亚人手中夺取的领土上创建了一个新的非洲省——新阿非利加省。最初的省份被称为旧阿非利加省。在后三头同盟期间，由于边界冲突，这两个省可能在公元前35年统一。公元前34年至28年间，该省的罗马统治者赢得了三次胜利。在奥古斯都皇帝的统治下，该省继续进一步扩张，冲突一直持续到公元6年。在奥古斯都宪法改革下，该地区于公元前27年成为资深执政官行省，最终被称为阿非利加资深执政官行省（因为它由资深执政官而不是帝国特使统治）。
戴克里先进行行政改革后，该省被分为北部的泽乌吉塔那-阿非利加（保留了资深执政官阿非利加省的名称，因为它由一个资深执政官统治），南部的拜扎凯纳-阿非利加省（对应突尼斯东部），以及南部和东南部的的黎波里塔尼亚-阿非利加省（对应突尼斯南部和利比亚西北部），所有这些都是阿非利加管区的一部分。古阿非利加，通常包括上述地区，也被罗马人（普林尼）称为固有阿非利加，迦太基是其首都。
该地区一直是罗马帝国的一部分，直到公元5世纪日耳曼人迁徙。公元429年，汪达尔人从西班牙进入西北非洲，到公元439年征服了该地区，建立了一个王国，其中还包括西西里岛、科西嘉岛、撒丁岛和巴利阿里群岛。汪达尔人作为战士精英控制着这个国家，但面临着当地柏柏尔人的强烈抵抗。汪达尔人还迫害迦克墩阿非利加罗马人和柏柏尔人，因为汪达尔人信奉阿里乌教派（埃及牧师阿利乌的半三位一体学说）。5世纪末，汪达尔人对该地区的控制逐渐减弱，将大部分内陆领土交给了该地区的毛里人和其他柏柏尔部落。
公元533年，查士丁尼皇帝以汪达尔王朝争端为借口，派遣贝利撒留将军率领的军队收复非洲。在长达一年的战役中，贝利撒留击败了汪达尔人，胜利进入迦太基，重新建立了罗马对该省的统治。恢复的罗马政府成功抵御了阿马齐格沙漠部落（柏柏尔人）的袭击，并通过广泛的防御网络将其统治再次扩展到内陆。
从公元534年到公元91年，西北非洲各省与拜占庭的西班尼亚省合并为阿非利加大区，这次与意大利大区分开。公元591年，这被莫里斯皇帝的阿非利加总督区所取代。总督区繁荣昌盛。公元610年，非洲君主老希拉克略和他的儿子希拉克略在君士坦丁堡推翻了皇帝福卡斯。希拉克略曾短暂考虑将帝国首都从君士坦丁堡迁至迦太基。
公元641年希拉克略去世后，总督区继续运作。公元698年，哈桑·伊本·努曼将军率领的穆斯林倭马亚军队征服了迦太基，击败了总督区部队，结束了罗马和基督教在西北非洲的统治，并在该地区建立了伊斯兰统治。

### 时间轴
| 阿非利加行省的演变 | 阿非利加行省的演变     | 阿非利加行省的演变     | 阿非利加行省的演变     | 阿非利加行省的演变            | 阿非利加行省的演变            | 阿非利加行省的演变            | 阿非利加行省的演变     | 阿非利加行省的演变 |
| ------------------ | ---------------------- | ---------------------- | ---------------------- | ----------------------------- | ----------------------------- | ----------------------------- | ---------------------- | ------------------ |
| 罗马征服之前       | 迦太基共和国           | 迦太基共和国           | 迦太基共和国           | 努米底亚东部 (马西里部族同盟) | 努米底亚西部 (马西里部族同盟) | 努米底亚西部 (马西里部族同盟) | 毛里塔尼亚             |                    |
| 公元前146年        | 阿非利加行省           | 阿非利加行省           | 阿非利加行省           | 努米底亚王国                  | 努米底亚王国                  | 努米底亚王国                  | 毛里塔尼亚             |                    |
| 公元前105年        | 阿非利加行省           | 阿非利加行省           | 阿非利加行省           | 东努米底亚                    | 西努米底亚                    | 毛里塔尼亚                    | 毛里塔尼亚             |                    |
| 公元前45年         | 旧非洲                 | 旧非洲                 | 旧非洲                 | 新非洲                        | 西努米底亚                    | 东毛里塔尼亚                  | 西毛里塔尼亚           |                    |
| 公元前27年         | 阿非利加资深执政官行省 | 阿非利加资深执政官行省 | 阿非利加资深执政官行省 | 阿非利加资深执政官行省        | 毛里塔尼亚                    | 毛里塔尼亚                    | 毛里塔尼亚             |                    |
| 公元41年           | 阿非利加资深执政官行省 | 阿非利加资深执政官行省 | 阿非利加资深执政官行省 | 阿非利加资深执政官行省        | 凯撒毛里塔尼亚行省            | 凯撒毛里塔尼亚行省            | 廷吉塔纳毛里塔尼亚行省 |                    |
| 公元193年          | 阿非利加资深执政官行省 | 阿非利加资深执政官行省 | 阿非利加资深执政官行省 | 努米底亚行省                  | 凯撒毛里塔尼亚行省            | 凯撒毛里塔尼亚行省            | 廷吉塔纳毛里塔尼亚行省 |                    |
| 公元314年          | 的黎波里塔尼亚省       | 拜占凯纳省             | 阿非利加资深执政官行省 | 努米底亚省                    | 斯提非斯毛里塔尼亚省          | 凯撒毛里塔尼亚行省            | 廷吉塔纳毛里塔尼亚行省 |                    |

附注
- 自戴克里先行政改革至汪达尔人入侵为止，广义上可以称罗马帝国西部政府统治时期，廷吉塔纳毛里塔尼亚行省被算作西班牙管区的一部分，而非阿非利加管区的一部分。

## 罗马非洲人
罗马在西北非洲的军事存在相对较小，在努米底亚和两个毛里塔尼亚省约有28000名士兵和辅助人员。从公元2世纪开始，这些驻军主要由当地居民驻守。一个相当大的讲拉丁语的人口在背景上是多民族的，与讲布匿语和柏柏尔语的人共享西北非洲地区。帝国安全部队开始从当地居民中招募，包括柏柏尔人。
阿本·纳斯尔在他的《马格里布史》中说：
让柏柏尔人更容易接受罗马生活方式的是，罗马人虽然是一个靠武力夺取土地的殖民地人民，但他们没有表现出任何种族排斥，并且对柏柏尔宗教崇拜表现出极大的宽容，无论是本土的还是从迦太基借来的。然而，罗马文化在非洲的领土渗透并不均匀。在整个罗马时期，非罗马化的柏柏尔人才仍然存在，甚至在突尼斯和努米底亚等罗马化程度很高的地区的农村地区也是如此。
根据蒙森在《罗马帝国行省》一书中的记载，到西罗马帝国末期，马格里布几乎全部被罗马化。罗马非洲人享有高度的繁荣。这种繁荣（和罗马化）甚至部分地影响了生活在罗马界墙以外的人口（主要是加拉曼特人和杰图利人），他们是通过罗马远征撒哈拉以南非洲而到达的。
非洲城市的统治阶级成员自愿接受罗马公民身份，造就了罗马非洲人，如喜剧诗人特伦斯、基尔塔的修辞学家弗朗托、哈德鲁梅图姆的法学家萨尔维奥·朱利安努斯、马道罗斯的小说家阿普列乌斯、大莱普提斯的皇帝塞普蒂米乌斯·塞维鲁、迦太基的基督徒德尔图良和居普良，以及西卡的阿诺比乌斯和他的学生拉坦提乌斯；塔加斯特的天使医生奥古斯丁、旺达尔·迦太基的警句学家卢克索里乌斯，也许还有传记作家苏埃托尼乌斯和诗人德拉孔蒂斯。

## 经济

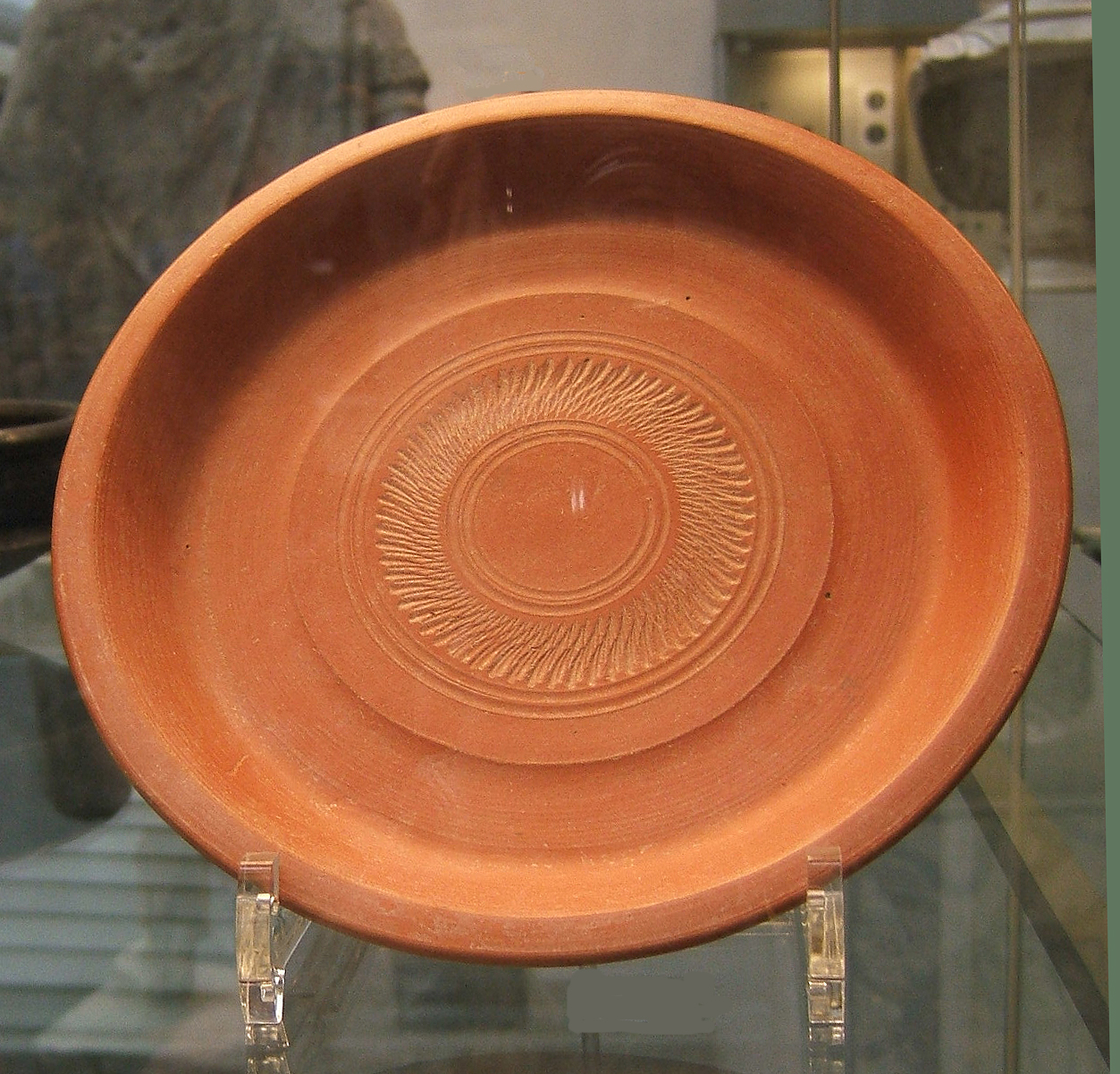
柏柏尔式的红釉盘

大多数城镇的繁荣都依赖于农业。被描述为“帝国的粮仓”，据说阿非利加一年中有八个月为罗马民众提供食物，而埃及则提供了剩下的四个月的供应。据估计，西北非洲每年生产100万吨谷物，其中四分之一用于出口。其他作物包括豆类、无花果、葡萄和其他水果。到公元前2世纪，橄榄油作为出口商品与谷物相媲美。主要生产和出口商品包括纺织品、大理石、葡萄酒、木材、牲畜、陶器（如非洲红釉）和羊毛，以及奴隶，以及运输外来野生动物。
殖民城市并入罗马帝国给广大地区带来了前所未有的城市化程度，特别是在非洲西北部。这种快速的城市化水平对城镇经济产生了结构性影响，罗马城市的手工业生产与农业生产领域密切相关。随着罗马人口的增长，该市对西北非洲农产品的需求也在增长。这种繁荣的贸易使西北阿非利加各省能够在快速发展的城市增加手工艺品生产，使这些城市成为高度组织化的城市中心。许多罗马城市在消费者和生产者模式城市方面都有共同之处，因为手工活动与城市在长途贸易网络中发挥的经济作用直接相关。
城镇人口越来越多地从事手工业和服务业，而较少从事农业就业，直到该镇的大部分活力来自通过中间商向农村和国外市场销售或交易产品。随着城市和商业贸易的持续发展，橄榄油和葡萄酒生产等农业加工基础设施的变化直接影响了手工艺品的产量。这些产品的规模、质量和需求在罗马西北阿非利加达到了顶峰。

### 陶器制造
西北非洲各省跨越了橄榄种植园和陶工粘土资源丰富的地区，这导致了古罗马精细陶器的早期发展，特别是非洲红滑施釉餐具和粘土油灯制造，成为一个关键产业。灯具是罗马最常见的人工照明形式。它们被用于公共和私人照明，作为寺庙的供品，节日的照明，以及作为陪葬品。随着工艺的发展，质量和工艺的提高，西北非洲的创作开始与意大利和希腊的模型相媲美，并最终在价值和需求上超越了它们。:82-83
公元前1世纪左右，模具的创新使用使作坊能够生产出各种形状和装饰风格的陶器。灯具制造商的技能体现在灯具平顶或铁饼、外缘或肩部的装饰质量上。生产过程分为几个阶段。装饰图案是使用小的单个模具创作的，然后作为贴花添加到灯具的普通原型上。然后，装饰好的灯被用来制作两个石膏半模：一个下半模和一个上半模。使用这对模具，可以批量生产多个副本。装饰图案因灯的功能和流行口味而异。
后来，用手写笔在肩部添加了方形和圆形的装饰图案，以及棕榈树、小鱼、动物和花朵图案。铁饼是为神、女神、神话主题、日常生活场景、色情场景和自然图像的传统场景保留的。在后罗马时代的西北非洲灯具中，基督教的影响也出现了，圣徒、十字架和圣经人物的形象成为常用的主题。传统的神话符号也继续流行，其中一些可以追溯到布匿时期。许多被发掘的早期西北非洲灯具，尤其是那些高质量的灯具，底座上都刻有制造商的名字，这证明了当地市场竞争激烈、蓬勃发展，发展较早，并继续影响和支持经济。
公元3世纪的手工、政治和社会动荡导致北非陶瓷制品的生产减少。后来，制灯业复苏并加速发展。公元4世纪末，当地优质红烧粘土的引入引发了这一复兴。非洲红陶器（ARS）彻底改变了陶瓷和制灯行业。:129-130
ARS陶器生产于公元1世纪最后三分之一，在罗马中后期具有重要意义。在古代，它以“精致”或高质量的餐具而闻名，沿着历史悠久、交通繁忙的贸易路线在区域和整个地中海盆地分布。西北非洲的经济蓬勃发展，因为其产品分散，对其产品的需求急剧增加。
最初，ARS灯的设计模仿了3至4世纪粗制滥造灯的简单设计，通常在肩部有球状物或有凹槽的墙壁。在5世纪初之前，由于需求刺激了创作过程，出现了更华丽的设计。ARS陶器的发展和广泛分布标志着西北非洲陶器制作最具特色的阶段。:129
这些具有特色的陶瓷灯是由具有大规模制造能力的高效组织的生产中心大量生产的。通过化学分析，它们可以归类于突尼斯北部和中部的特定陶器制造中心，使考古学家能够从源头追溯到整个地区和地中海的分布模式。突尼斯中部的一些主要ARS中心是Sidi Marzouk Tounsi、Henchir el Guellal（吉勒迈）和Henchir es Srira，所有这些中心都有ARS灯文物，这是由于粘土织物的微观化学成分以及该地区流行的宏观风格造成的。
区域陶瓷市场推动了城市和农村地区的经济发展，并支持了国外市场。某些器皿形式、织物和装饰技术，如滚花、贴花和冲压装饰，是特定于某个地区甚至某个陶器中心的。如果材料的形式和装饰都无法识别，则可以通过化学分析追踪一件物品，不仅可以追踪到某个地区，还可以通过将其成分与突尼斯东北部和中部重要陶器的基质进行比较，追踪到其生产地。

### 森林经济
松树林覆盖着一层草本植物，分布广泛，具有重要的经济意义，特别是在现代突尼斯东北部的湿润地区（被称为泰尔和多萨尔山脉部分地区）。许多地区被描述为盐田，即用于非农业开发的土地。木材、沥青（用于制作双耳罐和防水船的内衬）、柴火、松子和木炭都会被生产出来。放牧也在林地上进行。橄榄种植园也很普遍，通常在以前有森林的土地上，石油开采后的残渣在当地也很重要，可以作为燃料。沙格镇的墨丘利西尔瓦努斯神庙，一位与森林有关的商业之神，以及其他地方的许多较小的纪念碑，都证明了森林对当地贸易的重要性。

## 基督教
罗马帝国在北非主要的基督教是属于天主教迦太基总教区，该总教区建立与2世纪，一直延续到1519年。